# Xiongzhang (sockenhuvudort i Kina, Tibet Autonomous Region, lat 28,62, long 89,36)
Xiongzhang (kinesiska: 雄章, 雄章乡) är en sockenhuvudort i Kina. Den ligger i den autonoma regionen Tibet, i den sydvästra delen av landet, omkring 210 kilometer sydväst om regionhuvudstaden Lhasa. Antalet invånare är 1 892. Befolkningen består av 919 kvinnor och 973 män. Barn under 15 år utgör 24,0 %, vuxna 15-64 år 70 %, och äldre över 65 år 4,0 %.
Runt Xiongzhang är det mycket glesbefolkat, med 3 invånare per kvadratkilometer. Xiongzhang är det största samhället i trakten. Trakten runt Xiongzhang består i huvudsak av gräsmarker.
Genomsnittlig årsnederbörd är 632 millimeter. Den regnigaste månaden är juli, med i genomsnitt 160 mm nederbörd, och den torraste är december, med 9 mm nederbörd.